# Louis Denzler
 (janvier 2021).
Pour les articles homonymes, voir Denzler.
Louis Denzler, né le 13 septembre 1806 à Zurich et décédé le 18 juin 1880 à Genève, est un militaire et homme politique suisse.

## Biographie
Louis Denzler est né le 13 septembre 1806 à Zurich. Il est le fils d'un orfèvre également nommé Louis Denzler.
Il fait carrière dans l'armée, siégeant à l'état-major fédéral dès 1835 et y restant jusqu'en 1848. Il est responsable de l'artillerie du canton de Zurich en 1848 et obtient le grade de colonel en 1848. À partir de 1850, et jusqu'en 1859, il est instructeur fédéral en chef de l'artillerie.
En 1851, Denzler quitte le canton de Zurich et s'installe à Fleurier, dans le canton de Neuchâtel. Il y fonde L'Indépendant, un journal soutenant des radicaux dissidents. Il s'engage pour la réalisation d'une ligne ferroviaire reliant la France à Neuchâtel en passant par le Val-de-Travers, engagement qu'il partage avec Fritz Lambelet, un autre radical dissident. En 1855, il est nommé administrateur de la Compagnie du chemin de fer du Franco-Suisse, l'entreprise chargée de réalisation de la ligne ferroviaire précitée.
Lors du coup d'État royaliste manqué de 1856, Louis Denzler dirige les milices cantonales neuchâteloises, qui défendent la République, puis la brigade fédérale d'occupation. La même année, il est élu au Grand Conseil du canton de Neuchâtel, puis de la Constituante deux ans plus tard. En 1859, il est élu au Conseil d'État, l'exécutif cantonal, où il est responsable du Département militaire et où il reste jusqu'en 1864. Parallèlement, il siège à deux reprises au Conseil des États, la chambre haute du Parlement fédéral, d'abord de 1856 à 1857 puis de 1860 à 1865. Il termine sa carrière comme Commissaire des guerres de la Confédération de 1867 à 1876.
Il meurt à Genève le 18 juin 1880.